# Oraison funèbre de Périclès

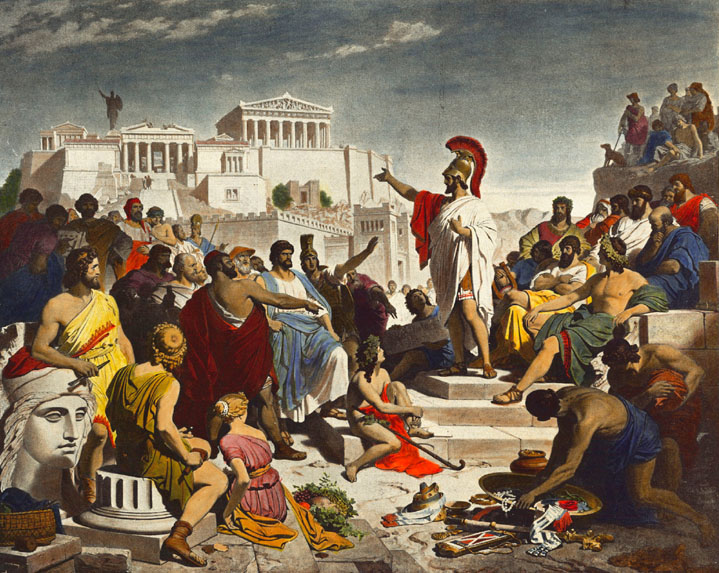
Périclès prononçant son oraison selon le peintre allemand Philipp Foltz. La statue d’Athéna dans l'acropole est en arrière plan.

L’oraison funèbre de Périclès est un des passages les plus connus de l’œuvre de l’historien athénien Thucydide, La Guerre du Péloponnèse (II, 35-43). Il y reconstitue l’oraison prononcée par l’homme d’État Périclès en l’honneur des soldats athéniens morts durant la première année de la guerre du Péloponnèse (Périclès avait prononcé au moins une autre oraison).

## Contexte
Vers la fin du Ve siècle av. J.-C. avant J.-C., une coutume athénienne consistait à tenir une cérémonie funéraire en l'honneur de ceux qui étaient morts à la guerre. Les restes des décédés étaient laissés dans une tente pendant trois jours pour que des offrandes puissent être faites. Par la suite, une procession funèbre avait lieu, avec dix cercueils en cyprès contenant les restes, un pour chacune des tribus athéniennes et un dernier laissé symboliquement vide pour les disparus ou ceux dont les restes n'avaient pas pu être récupérés.  Ils étaient finalement enterrés dans une tombe commune (dans le Céramique). La dernière partie de la cérémonie était un discours tenu par un citoyen athénien d'importance choisi pas l'État.
Plusieurs oraisons funèbres de la période classique athénienne existent, ce qui semble corroborer l'assertion de Thucydide selon laquelle il s'agissait d'une tradition habituelle en temps de guerre.
L'Oraison funèbre est citée par Thucydide dans le livre 2 de sa célèbre Histoire de la guerre du Péloponnèse. Bien que Thucydide cite le discours à la première personne comme s'il répétait mot à mot ce qu'a dit Périclès, il y a peu de doute qu'il l'a au minimum modifié. Thucydide mentionne tôt dans son Histoire que les discours qu'il présente ne sont pas copiés tels quels, mais qu'ils visent à représenter les idées principales de ce qui a été dit et que c'était, selon Thucydide, "nécessaire compte-tenu de la situation". Il est raisonnablement certains que Périclès a tenu un discours à la fin de la première année de la guerre, mais il n'y a pas de consensus sur le niveau de ressemblance entre le texte de Thucydide et celui de Périclès. Un autre élément de confusion vient du fait que Périclès à tenu une autre oraison funèbre en 440 avant J.-C. pendant la Révolte de Samos. Il est possible que des éléments des deux discours soient présents dans la version de Thucydide. Néanmoins, Thucydide était extrêmement méticuleux dans sa documentation et indique le niveau de certitude de chacune de ses sources. De manière significative, il commence à raconter le discours en disant : « Περικλῆς ὁ Ξανθίππου… ἔλεγε τοιάδε », c'est-à-dire « Périclès, fils de Xanthippos, parlait comme ceci ». S'il avait cité le discours textuellement, il aurait écrit « τάδε » (« ceci » ou « ces mots ») au lieu de « τοιάδε » (« comme ceci » ou « des mots comme ceux-ci »). La paternité de l’Oraison funèbre n’est pas non plus certaine. Platon, dans son Ménexène, attribue la rédaction à la compagne de Périclès, Aspasie.